# Europese Federatie van Bouwvakkers en Houtbewerkers
De Europese Federatie van Bouwvakkers en Houtbewerkers (Engels: European Federation of Building and Woodworkers, EFBWW) is een Europese koepelorganisatie van vakbonden en -centrales.

## Missie
De organisatie stelt zich als doel de rechten te verdedigen en de belangen te behartigen van haar leden (bouwvakkers en houtbewerkers) ten overstaan van de EU-instituten. Daarnaast heeft de organisatie een waarnemersrol in de Raad van Europa.

## Geschiedenis
De organisatie werd opgericht tijdens een conferentie in Salerno in Italië op 5 mei 1974. Er ware echter reeds samenwerkingsverbanden tussen de verschillende vakbonden uit de Europese landen sinds 1958. In dat jaar werd het Joint European Committee for the Building and Woodworking Sectors opgericht. Vanaf 1984 verkrijgt de organisatie erkenning van het Europees Verbond van Vakverenigingen (EVV).

## Structuur

### Bestuur
Huidig voorzitter is Johan Lindholm en algemeen secretaris is Tom Deleu.
| Tijdspanne   | Voorzitter           |  |
| ------------ | -------------------- |  |
| 1974 - 1976  | Emiel Janssens       |  |
| 1976 - 1983  | André Vanden Broucke |  |
| 1983 - 1987  | Juan Fernandez       |  |
| 1987 - 1991  | Albert Williams      |  |
| 1991 - 1995  | Bruno Köbele         |  |
| 1995 - 2002  | Ove Bengtsberg       |  |
| 2002 - 2003  | Ernst-Ludwig Laux    |  |
| 2003 - 2007  | Arne Johansen        |  |
| 2007 - 2015  | Domenico Pesenti     |  |
| 2015 - 2019  | Dietmar Schäfers     |  |
| 2019 - Heden | Johan Lindholm       |  |

| Tijdspanne   | Algemeen secretaris |
| ------------ | ------------------- |
| 1981 - 1988  | Enrico Kirschen     |
| 1989 - 1999  | Jan Cremers         |
| 2000 - 2007  | Harrie Bijen        |
| 2008 - 2019  | Sam Hägglund        |
| 2019 - heden | Tom Deleu           |

### Aangesloten vakbonden
De organisatie telt 77 aangesloten vakbonden en vakcentrales die de in 36 Europese landen. Voor België zijn de Algemene Centrale (AC) van het ABVV, ACV Bouw-Industrie en Energie en het ACLVB aangesloten. Voor Nederland zijn dat respectievelijk FNV Bouw en CNV Vakmensen.